# آبچلیک پاسبز معمولی

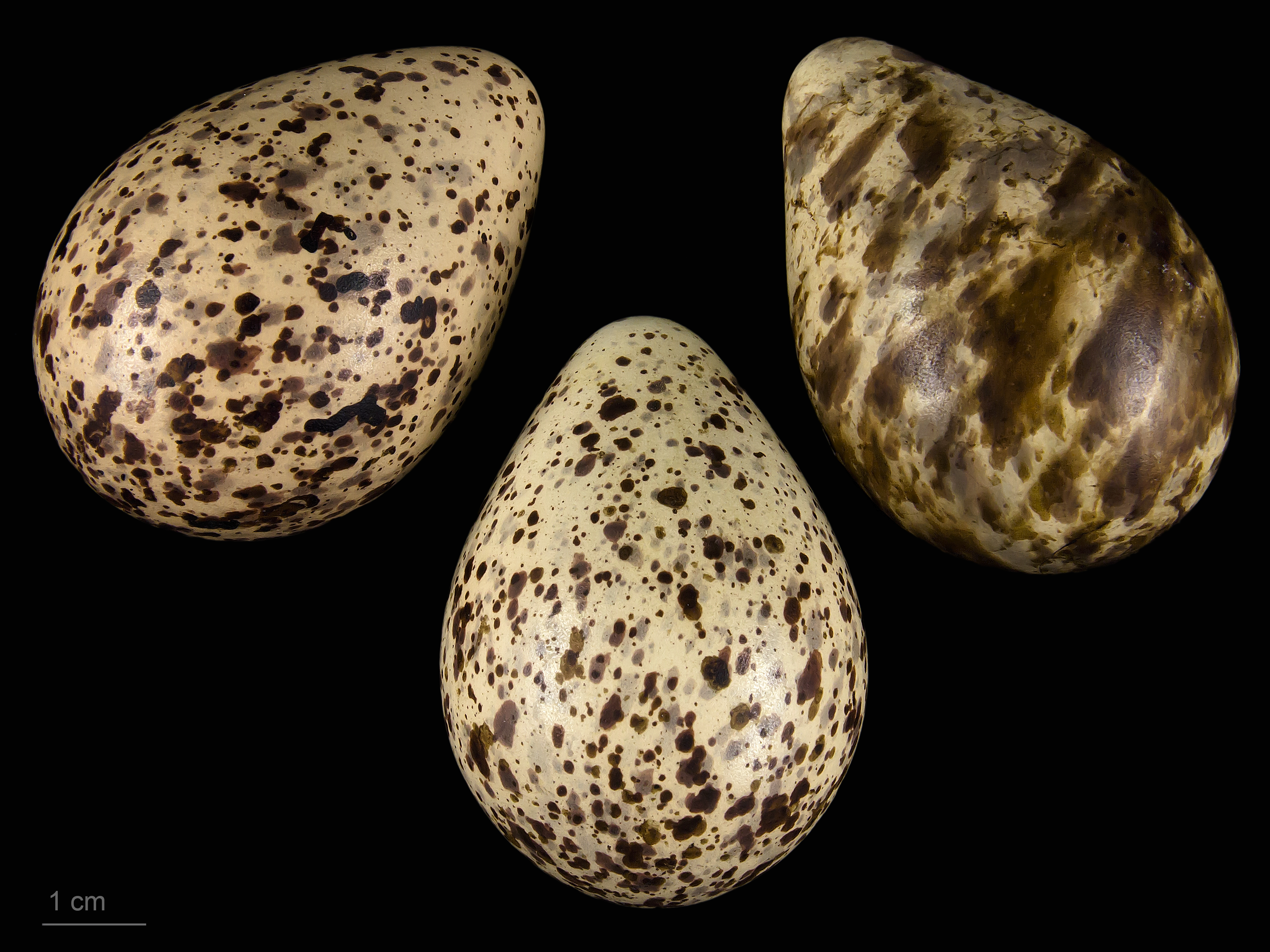
Tringa nebularia

آبچلیک پاسبز معمولی (نام علمی: Tringa nebularia) نام یک گونه از سرده آبچلیک‌ها است.